# Rebelión de los Siete Estados
La Rebelión de los Siete Estados o Revuelta de los Siete Reinos (en chino tradicional, 七國之亂; en chino simplificado, 七国之乱; pinyin, Qī Guózhī Luàn) tuvo lugar en 154 a. C. contra la dinastía Han de China por sus reyes regionales semiautónomos, para resistir el intento del emperador de centralizar aún más el gobierno.

## Fondo
Al comienzo de la dinastía Han, Liu Bang—el emperador Gaozu de Han—creó títulos principescos para muchos de sus parientes en ciertos territorios que representaban aproximadamente entre un tercio y la mitad del imperio. . Este fue un intento de consolidar el dominio de la familia Liu sobre las partes de China que no estaban gobernadas directamente desde la capital bajo la comandancia (en chino tradicional, 郡縣; en chino simplificado, 郡县; pinyin, jùnxiàn) system.
Durante el reinado del Emperador Wen, estos príncipes todavía establecían sus propias leyes, pero además acuñaban sus propias monedas (aunque con la aprobación del emperador Wen) y recaudaban sus propios impuestos. Muchos príncipes ignoraban efectivamente la autoridad del gobierno imperial dentro de sus propios principados. Cuando el Emperador Jing se convirtió en emperador en 157 a. C., el rico principado de Wu era especialmente dominante.

## Preludio

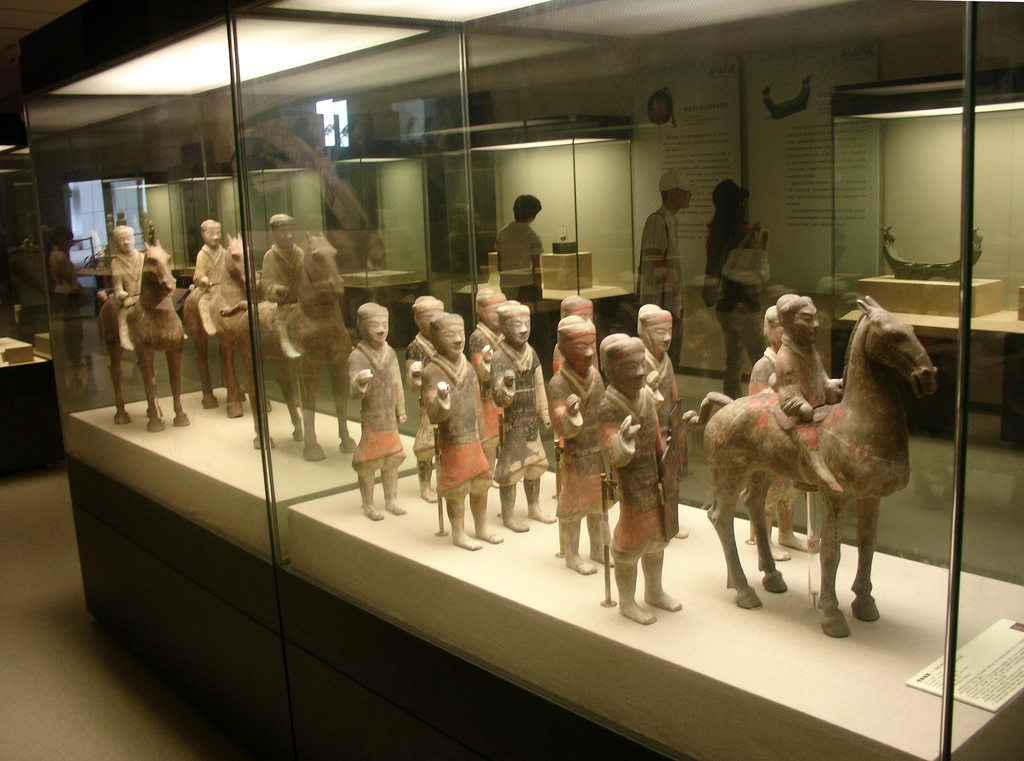
Han del Oeste infantería de cerámica en miniatura (primer plano) y caballería (fondo); en 1990, cuando el complejo de la tumba del emperador Jing de Han (r. 157–141 a.C.) y su esposa la emperatriz Wang Zhi (m. 126 a.C.) fue excavado al norte de Yangling, se desenterraron más de 40.000 figuras de cerámica en miniatura. Todos ellos eran un tercio del tamaño natural, más pequeños que los 8.000 soldados de tamaño natural del Ejército de terracota enterrados junto al Primer Emperador de Qin. También se han encontrado figurillas en miniatura más pequeñas, con un promedio de 60 centímetros (24 pulgadas) de altura, en varias tumbas reales Han donde se colocaron para proteger a los ocupantes fallecidos de la tumba en el más allá.

El emperador Jing ya tenía una relación enemiga con su primo, una vez eliminado Liu Pi, príncipe de Wu, el sobrino de su abuelo, el fundador Han, el emperador Gaozu. El principado de Wu disfrutó, entre otros recursos naturales, de abundantes suministros de cobre y sal.
Alrededor de 175-179 a. C., cuando el emperador Jing todavía era el príncipe heredero Qi, el aparente heredero de Liu Pi, Liu Xian (en chino tradicional, 劉賢) había estado en una visita oficial a la capital Chang'an y compitieron en un juego de mesa liubo. Durante las discusiones sobre el juego, Liu Xian ofendió al príncipe heredero Qi, quien le arrojó el tablero "liubo", lo que provocó su muerte. Liu Pi odiaba al emperador Jing por causar la muerte de Liu Xian.
El asesor clave del emperador Jing Chao Cuo sugirió usar como excusa las ofensas que los príncipes habían cometido y que generalmente habían sido ignoradas por el emperador Wen, que redujo el tamaño de los principados para hacerlos menos amenazante. Chao contempló explícitamente la posibilidad de que Wu y otros principados se rebelaran, pero justificó la acción afirmando que si iban a rebelarse, sería mejor dejarlos rebelarse más temprano que tarde cuando podrían estar más preparados.
El emperador Jing, en 154 a. C., ordenó los siguientes castigos:
- Forjó la comandancia de Donghai del Principado de Chu (Jiangsu del norte moderno y Anhui del norte), basándose en Liu Wu, Príncipe de Chu, teniendo relaciones sexuales durante el período de luto por la Emperatriz Viuda Bo.
- Forjó la Comandancia de Changshan del Principado de Zhao (Hebei central y meridional moderna), basándose en un delito no especificado.
- Él forjó seis condados del principado de Jiaoxi (más o menos Weifang moderno, Shandong), basado en Liu Ang, el Príncipe de Jiaoxi, malversando fondos de las ventas de títulos destinados a pagar los costos de la patrulla fronteriza.
- Esculpir las comandancias de Kuaiji y Zhang del Principado de Wu, basado en varios ofensas de Liu Pi, el Príncipe de Wu.

## Rebelión

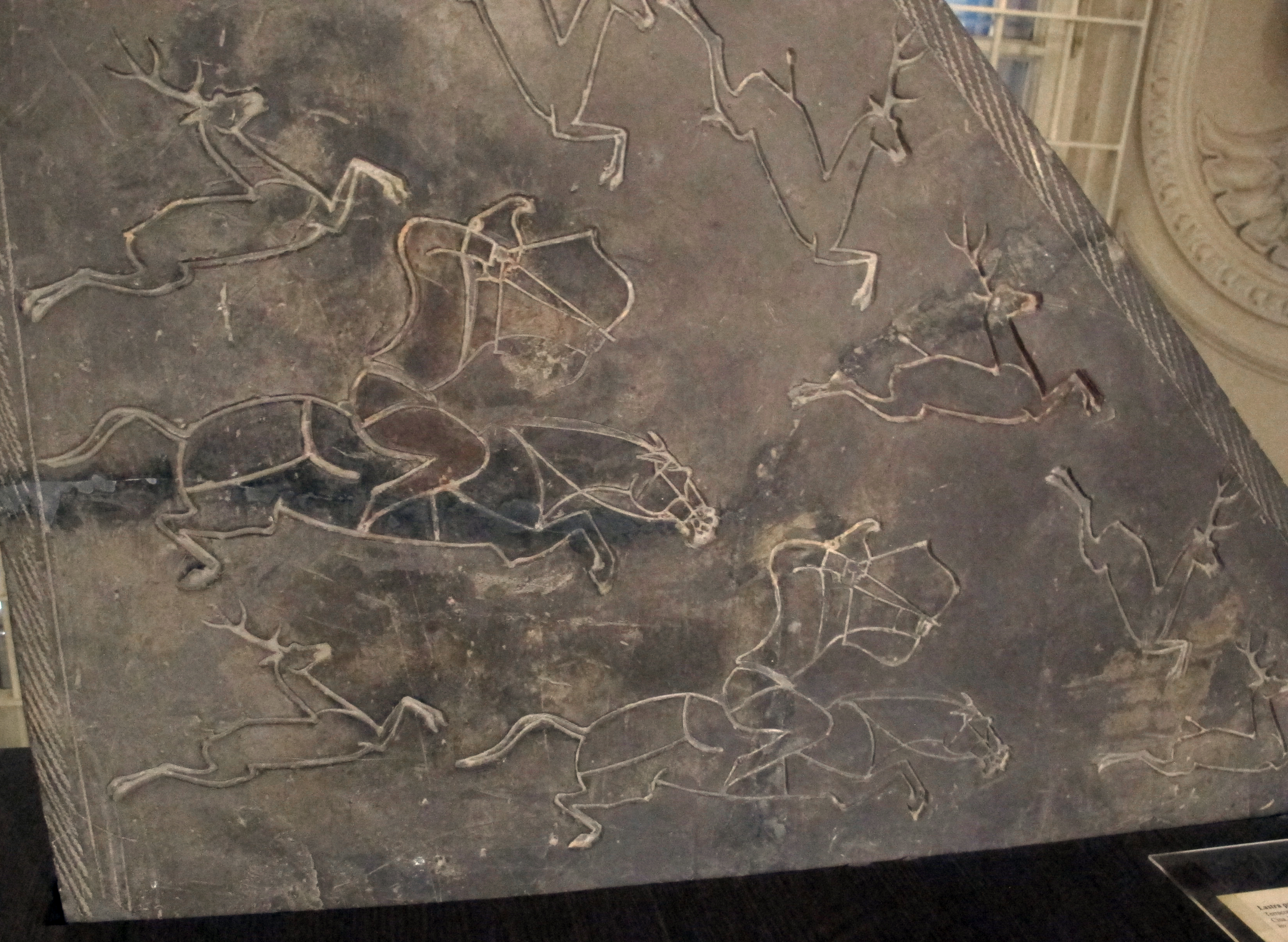
Fragmento de pared de una tumba china, con una decoración incisa en relieve que muestra una escena de caza con tiro con arco montado, dinastía Han (202 a. C. - 220 d. C.) Museo Nacional de Arte Oriental, Roma

En respuesta a estas acciones, Liu Pi organizó una rebelión. Los siete príncipes que participaron activamente fueron:
- Liu Pi (劉濞), Príncipe del Wu.
- Liu Wu (劉戊), Príncipe del Chu.
- Liu Ang (劉卬), Príncipe del Jiaoxi.
- Liu Xiongqu (劉雄渠), Príncipe del Jiaodong.
- Liu Xian (劉賢), Príncipe del Zichuan.
- Liu Piguang (劉辟光), Príncipe del Jinan.
- Liu Sui (劉遂), Príncipe del Zhao.

Otros dos principados—Qi (Shandong central moderno) y Jibei (Shandong noroccidental moderno)—acordaron unirse, pero ninguno de los dos lo hizo. Liu Jianglü (劉將閭), Príncipe de Qi, cambió de opinión en el momento final y optó por resistir a las fuerzas rebeldes, y Liu Zhi (劉志), Príncipe de Jibei, fue puesto bajo arresto domiciliario por el comandante de sus guardias. y se le impidió unirse a la rebelión.
Se pidió a otros tres príncipes que se unieran, pero se negaron o simplemente no se unieron:
- Liu An (劉安), Príncipe del Huainan (más o menos moderno Lu'an, Anhui)
- Liu Ci (劉賜), Príncipe de Lujiang (más o menos moderno Chaohu, Anhui)
- Liu Bo (劉勃), príncipe de Hengshan (aproximadamente parte de Lu'an moderno, Anhui).

Los siete príncipes también solicitaron ayuda de los reinos independientes del sur de Donghai (actual Zhejiang) y Minyue (actual Fujian), y el poderoso Northern Xiongnu . Donghai y Minyue enviaron tropas para participar en la campaña, pero Northern Xiongnu, después de prometer inicialmente hacerlo, no lo hizo.
Los siete príncipes afirmaron que Chao Cuo tenía como objetivo acabar con los principados y que estarían satisfechos si Chao fuera ejecutado.

## Campañas y estrategias rebeldes
Los cuatro principados de la periferia de Qi tenían como objetivo conquistar Qi y dividirlo. Las fuerzas de Zhao se dirigieron hacia el oeste, pero permanecieron dentro de los límites para esperar a las fuerzas de Wu y Chu, que se consideraban la fuerza principal de la rebelión.
A Liu Pi, el Príncipe de Wu, se le sugirieron varias estrategias que consideró:
- Una sugerencia de Tian Lubo (田祿伯) de tener dos fuerzas principales: una dirigida por el mismo Liu Pi, atacando el Principado de Liang (Henan oriental moderno), y otra dirigida por Tian que se dirigiría hacia el oeste por el Río Yangtze y el Río Han para hacer un ataque sorpresa directamente a la capital Chang'an.
- Una sugerencia del general Huan (桓) de ignorar todas las ciudades en el camino y saltar para atacar Luoyang y apoderarse del abundante suministro de alimentos y armas cerca de Luoyang.
- Una sugerencia (probablemente del aparente heredero de Liu Pi, Liu Ju (劉駒)) para concentrarse comió las fuerzas para atacar a Liang y destruirlo primero.

Liu Pi aceptó la sugerencia final, preocupado de que si le daba a Tian una gran fuerza podría rebelarse y que el plan de Huan era demasiado peligroso. Por lo tanto, las fuerzas de Wu y Chu se concentraron contra el Liang, contra el hermano menor del emperador Jing Liu Wu, el príncipe de Liang, cuyas fuerzas inicialmente sufrieron derrotas devastadoras, lo que obligó a Liu Wu a retirarse a su capital de Suiyang (actual Shangqiu en Henan), que las fuerzas de Wu y Chu procedieron a sitiar.

## Respuestas del emperador Jing
De acuerdo con las instrucciones dejadas por el emperador Wen, el emperador Jing encargó a Zhou Yafu como comandante de sus fuerzas armadas para enfrentarse a la principal fuerza rebelde: las fuerzas conjuntas de Wu y Chu. Encargó a Li Ji (酈寄), el marqués de Quzhou, que atacara a Zhao, y al general Luan Bu (欒布) para tratar de aliviar el asedio de Qi. . Dou Ying (竇嬰) fue puesto al mando de las fuerzas de Li y Luan, para coordinarlas en su cuartel general establecido en Xingyang.

## Campaña principal
Las fuerzas de Wu y Chu continuaron atacando la capital de Liang Suiyang ferozmente. Zhou Yafu le sugirió al emperador Jing que la estrategia adecuada era no enfrentarse a las fuerzas de Wu y Chu porque, en particular, las fuerzas de Chu eran conocidas por su ferocidad y excelente movilidad. Más bien, su plan era dejar que el Liang se llevara la peor parte del ataque, eludiera a Liang y cortara las líneas de suministro de Wu y Chu para matar de hambre a las fuerzas rebeldes. El emperador Jing estuvo de acuerdo y Zhou partió de la capital, Chang'an, para unirse a sus fuerzas principales, ya reunidas en Yingyang. Wu y Chu prepararon asesinos en el camino entre Chang'an y Yingyang para asesinar a Zhou, pero Zhou, habiendo sido advertido por el soldado Zhao She (趙涉), tomó una ruta tortuosa y evitó a los asesinos.
Después de tomar el mando de sus fuerzas, Zhou se dirigió hacia Changyi (昌邑, en moderno Jining, Shandong) para prepararse para cortar las rutas de suministro de Wu y Chu. En ese momento, Liang parecía estar en gran peligro, y el príncipe Liu Wu envió mensajero tras mensajero para buscar ayuda inmediata de Zhou, a lo que Zhou ignoró. El emperador Jing, preocupado por su hermano, ordenó a Zhou que se dirigiera a Liang de inmediato para salvarlo. Zhou se negó y, en cambio, envió una fuerza de caballería para cortar las líneas de suministro de Wu y Chu. La estrategia fue efectiva. Wu y Chu, incapaces de capturar a Liang rápidamente debido a la fuerte defensa presentada por el general Han Anguo (韓安國) y el general Zhang Yu (張羽) del príncipe, se dirigieron al noreste para atacar a Zhou. Zhou se negó a participar en una batalla directa con las fuerzas de Wu y Chu, sino que se concentró en defender su campamento. Después de no poder obtener una victoria decisiva sobre Zhou, las fuerzas de Wu y Chu comenzaron a sufrir hambre y colapsaron. Liu Pi huyó a Donghai; Donghai lo mató y buscó la paz con Han. Liu Wu, el príncipe de Chu, se suicidó.

## Impacto
El emperador Gaozu había creado inicialmente príncipes imperiales con poderes militares independientes con miras a que protegieran a la dinastía desde el exterior. Sin embargo, en la época del emperador Jing, ya estaban creando problemas por su negativa a seguir las leyes y órdenes del gobierno imperial. Si los siete príncipes hubieran prevalecido en este conflicto, con toda probabilidad la dinastía Han se habría derrumbado en una confederación de estados. A raíz de la rebelión, mientras se mantuvo el sistema de principados, los poderes de los príncipes se redujeron gradualmente y el tamaño de los principados también se redujo, bajo el emperador Jing y su hijo Emperador Wu. Con la longevidad de la dinastía Han, comenzó a asentarse la mentalidad china de que era normal tener un imperio unificado en lugar de estados divididos.